# Леваллуа-Перре
Леваллуа́-Перре́ (фр. Levallois-Perret, [lə.va.lwa.pɛ.ʁɛ]) — місто та муніципалітет у Франції, у регіоні Іль-де-Франс, департамент О-де-Сен. Населення — 68 009 осіб (01.01.2021).
Муніципалітет розташований на відстані близько 6 км на північний захід від центру Парижа та поєднаний з ним системою метро.

## Демографія
Динаміка населення (Cassini і INSEE ):
Розподіл населення за віком та статтю (2006):
| Стать | Всього | До 15 років | 15-24 | 25-44  | 45-64 | 65-85 | Понад 85 |
| --- | ------ | ----------- | ----- | ------ | ----- | ----- | -------- |
| Чоловіки | 29 419 | 5617        | 3595  | 11 160 | 6200  | 2522  | 325      |
| Жінки | 33 424 | 5662        | 3557  | 11 854 | 7710  | 3914  | 727      |
| \| Статево-вікова піраміда \| Статево-вікова піраміда \| Статево-вікова піраміда \| \| ----------------------- \| ----------------------- \| ----------------------- \| \| Чоловіки \| Вік \| Жінки \| \| 325 \| 85 + \| 727 \| \| 330 \| 80-84 \| 824 \| \| 626 \| 75-79 \| 1003 \| \| 715 \| 70-74 \| 1021 \| \| 851 \| 65-69 \| 1066 \| \| 1055 \| 60-64 \| 1489 \| \| 1725 \| 55-59 \| 2152 \| \| 1808 \| 50-54 \| 1955 \| \| 1612 \| 45-49 \| 2114 \| \| 2173 \| 40-44 \| 2413 \| \| 2501 \| 35-39 \| 2743 \| \| 3308 \| 30-34 \| 3447 \| \| 3178 \| 25-29 \| 3251 \| \| 1936 \| 20-24 \| 2122 \| \| 1659 \| 15-20 \| 1435 \| \| 1520 \| 10-14 \| 1531 \| \| 1908 \| 5-9 \| 1892 \| \| 2189 \| 0-4 \| 2239 \| |        |             |       |        |       |       |          |
| Статево-вікова піраміда |        |             |       |        |       |       |          |
| Чоловіки | Вік    | Жінки       |       |        |       |       |          |
| 325 | 85 +   | 727         |       |        |       |       |          |
| 330 | 80-84  | 824         |       |        |       |       |          |
| 626 | 75-79  | 1003        |       |        |       |       |          |
| 715 | 70-74  | 1021        |       |        |       |       |          |
| 851 | 65-69  | 1066        |       |        |       |       |          |
| 1055 | 60-64  | 1489        |       |        |       |       |          |
| 1725 | 55-59  | 2152        |       |        |       |       |          |
| 1808 | 50-54  | 1955        |       |        |       |       |          |
| 1612 | 45-49  | 2114        |       |        |       |       |          |
| 2173 | 40-44  | 2413        |       |        |       |       |          |
| 2501 | 35-39  | 2743        |       |        |       |       |          |
| 3308 | 30-34  | 3447        |       |        |       |       |          |
| 3178 | 25-29  | 3251        |       |        |       |       |          |
| 1936 | 20-24  | 2122        |       |        |       |       |          |
| 1659 | 15-20  | 1435        |       |        |       |       |          |
| 1520 | 10-14  | 1531        |       |        |       |       |          |
| 1908 | 5-9    | 1892        |       |        |       |       |          |
| 2189 | 0-4    | 2239        |       |        |       |       |          |

## Економіка
2010 року серед 44 343 осіб працездатного віку (15—64 років) 35 673 були активними, 8670 — неактивними (показник активності 80,4%, у 1999 році було 77,5%). З 35 673 активних мешканців працювало 32 579 осіб (15 820 чоловіків та 16 759 жінок), безробітними було 3094 (1426 чоловіків та 1668 жінок). Серед 8670 неактивних 4345 осіб було учнями чи студентами, 1968 — пенсіонерами, 2357 були неактивними з інших причин.

У 2010 році в муніципалітеті числилось 28734 оподатковані домогосподарства, у яких проживали 61297,5 особи, медіана доходів становила 29 741 євро на одного особоспоживача.

## Скандал із мером
Протягом більш ніж 30 років містом Леваллуа-Перре керувала подружня пара Балкані: Патрік Балкані був мером, а його дружину Ізабель – першим заступником мера. 2019 року розгорівся скандал, коли стало відомо, що подружжя приховало від французької податкової нерухомість на загальну суму 13 млн євро. 
Гучний судовий процес тривав три місяці і 13 вересня 2019 р. Кримінальний суд Парижа засудив Патріка Балкані за ухиляння від сплати податків до чотирьох років ув'язнення, а його дружину – до трьох років. 18 жовтня Паризький суд винесе ще одне рішення проти подружжя Балкані, цього разу у справі про відмивання грошей та корупцію.

## Відомі особистості
У поселенні народилася:
- Віолетта Шабо (1921—1945) — французький агент британської секретної урядової служби.

## Галерея зображень

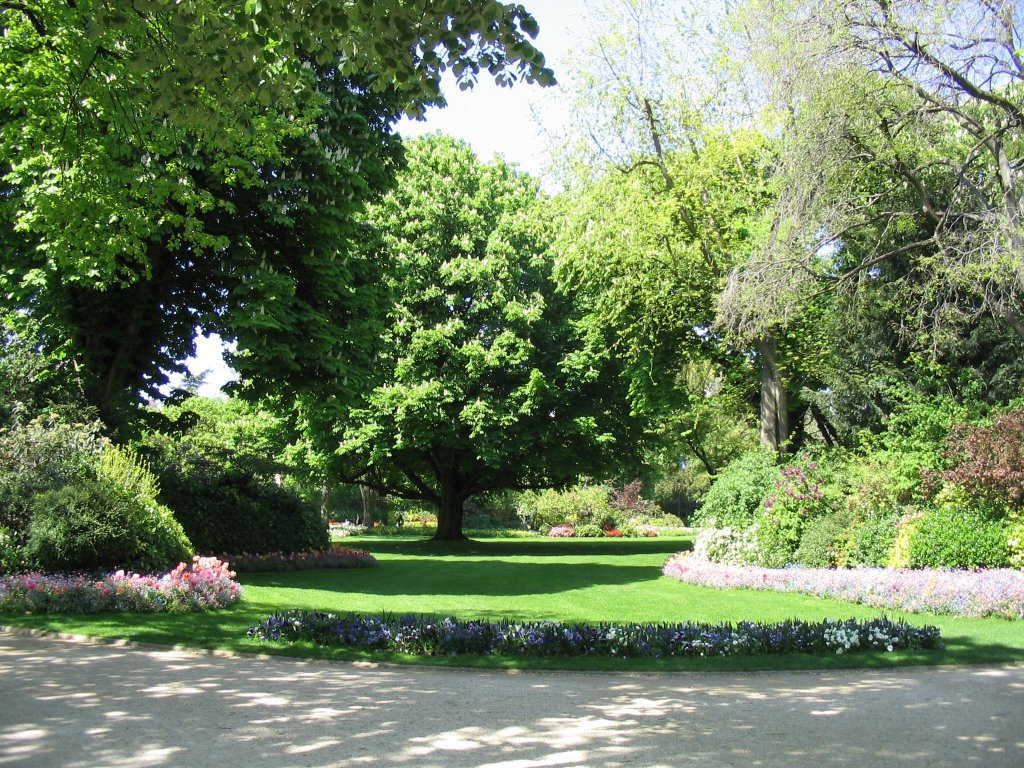
Каштани у парку Планше
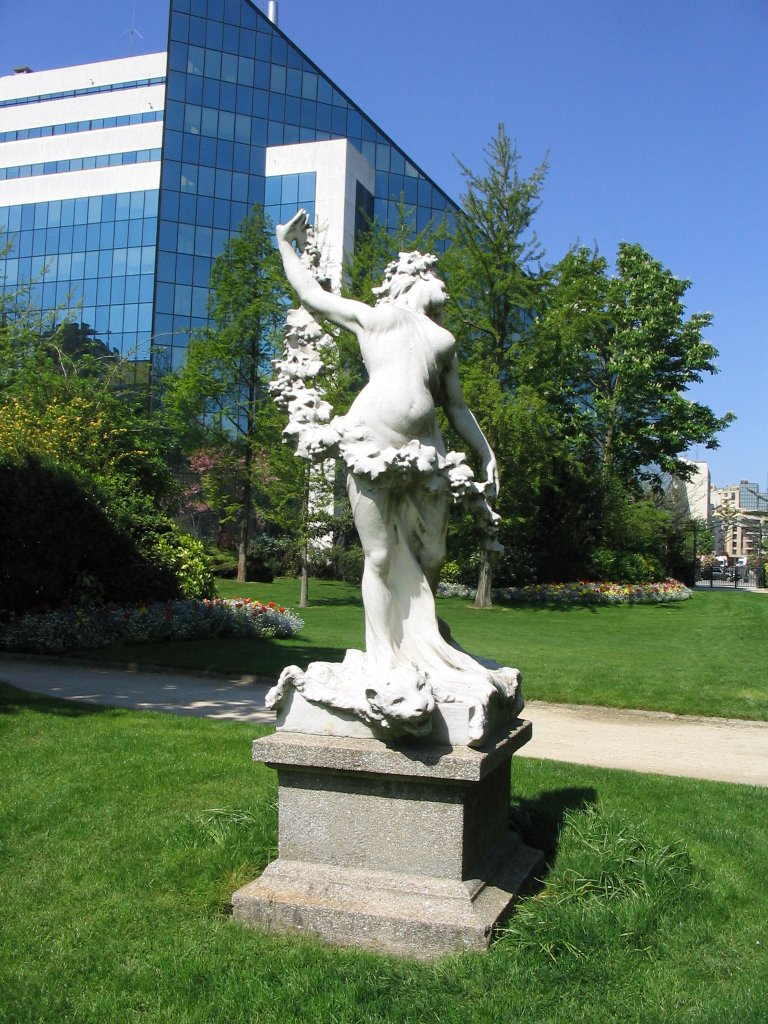
Статуя у парку Планше
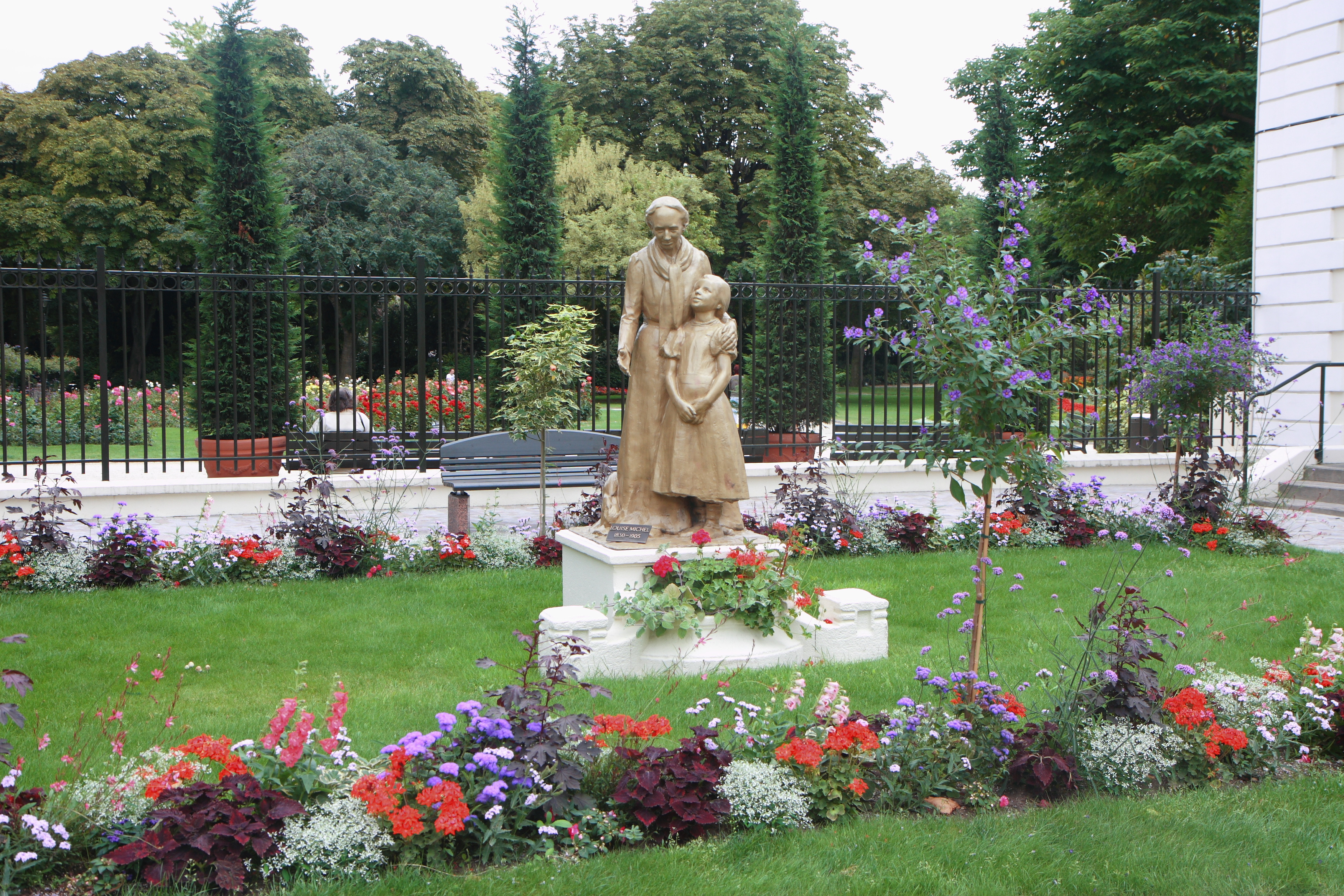
Луїза Мішель